# Фуентеленсіна
Фуентеленсіна (ісп. Fuentelencina) — муніципалітет в Іспанії, у складі автономної спільноти Кастилія-Ла-Манча, у провінції Гвадалахара. Населення — 334 особи (2010).
Муніципалітет розташований на відстані близько 70 км на схід від Мадрида, 27 км на південний схід від Гвадалахари.

## Демографія
Динаміка населення (INE ):